# Dziedzickia ionica
Dziedzickia ionica är en tvåvingeart som beskrevs av Lane 1959. Dziedzickia ionica ingår i släktet Dziedzickia och familjen svampmyggor. Inga underarter finns listade i Catalogue of Life.